# Homoneura furcistylis
Homoneura furcistylis är en tvåvingeart som beskrevs av Mitsuhiro Sasakawa 1998. Homoneura furcistylis ingår i släktet Homoneura och familjen lövflugor. Inga underarter finns listade i Catalogue of Life.